# Djadja & Dinaz
Djadja & Dinaz sind ein französisches Hip-Hop-Duo. Sie gehören zu den erfolgreichsten Rappern in ihrem Heimatland und kamen seit 2016 mit ihren Alben regelmäßig in die Top 5 der Charts.

## Bandgeschichte
Gianni Bellou alias Djadja und Azzedine Hedhli alias Dinaz sind zwei Jugendfreunde, die in der Kleinstadt Meaux im Einzugsbereich von Paris aufgewachsen sind. Beide haben algerische Wurzeln, Bellou außerdem italienische und Hedhli tunesische Abstammung. Unter dem Namen Djadja & Dinaz schlossen sie sich als Hip-Hop-Duo zusammen.
Sie machten erstmals 2014 mit ihrem Videoclip Laisse-nous faire notre biff auf sich aufmerksam. Ihr erster Hit war zwei Jahre später J’fais mes affaires. Bei ihrem YouTube-Kanal erreichten sie innerhalb von 3 Monaten über 20 Millionen Aufrufe. Das Lied schaffte auch den Einstieg in die französischen Charts und hielt sich dort mehr als ein halbes Jahr. Wenig später veröffentlichten sie ihr Debütalbum On s’promet, mit dem sie auf Anhieb in die Top 5 der Albumcharts kamen. Das Album wurde im Jahr darauf mit Platin ausgezeichnet, J’fais mes affaires bekam später für 50 Millionen Streamingabrufe Diamant.
Ein Jahr später bestätigten sie den Erfolg mit dem Nachfolgealbum Dans L’arène, das ähnlich erfolgreich war und sogar Doppelplatin bekam. Alle 17 Albumsongs konnten sich in den Singlecharts platzieren. Für Déstabilisé bekam er Singleplatin und daneben weitere Goldene Schallplatten. Das Album erreichte außerdem die Top 10 im französischsprachigen Belgien und auch in der Schweiz kam es in die Charts.
2018 veröffentlichte das Duo das zweiteilige Album Le revers de la médaille, verteilt auf April und Juli des Jahres. Nur das Album Ceinture noire von Maître Gims verhinderte ihre erste Nummer-eins-Platzierung in Frankreich. In Belgien erreichten sie Platz 3.
Im Jahr darauf folgte mit Drôle de mentalité wieder ein doppeltes Albumprojekt, das diesmal in den Charts aber nur als ein Album gewertet wurde. Es war national wie international noch erfolgreicher als das vorherige Doppelalbum und brachte ihm zum zweiten Mal Doppelplatin. Der Platin-Song Possédé aus dem Album war mit Platz 3 ihr bis dahin größter Singlehit, aber auch die weiteren Albumsongs konnten sich wieder in den Singlecharts in Frankreich platzieren.
Im Pandemiejahr 2020 brachten Djadja & Dinaz nur einige Songs heraus, darunter den zweiten Top-5-Hit Perdu. Anfang 2021 verpassten sie erneut Platz 1, diesmal aber in den Singlecharts. Mit À cœur ouvert stiegen sie auf Platz 2 ein. Es war die Vorabsingle zum fünften (bzw. siebten) Album Spleen, das im März erschien. Damit erreichten sie dann ihre erste Nummer-eins-Platzierung und Top-10-Platzierungen in Belgien und der Schweiz. Mit Dans le réseau konnten sie auch erstmals in allen drei Ländern in die Singlecharts einsteigen.

## Mitglieder
- Gianni „Djadja“ Bellou
- Azzedine „Dinaz“ Hedhli

## Diskografie
Studioalben

| Jahr | Titel Musiklabel                                | Höchstplatzierung, Gesamtwochen, AuszeichnungChartplatzierungen (Jahr, Titel, Musiklabel, Platzierungen, Wochen, Auszeichnungen, Anmerkungen) | Höchstplatzierung, Gesamtwochen, AuszeichnungChartplatzierungen (Jahr, Titel, Musiklabel, Platzierungen, Wochen, Auszeichnungen, Anmerkungen) | Höchstplatzierung, Gesamtwochen, AuszeichnungChartplatzierungen (Jahr, Titel, Musiklabel, Platzierungen, Wochen, Auszeichnungen, Anmerkungen) | Anmerkungen                                                                         |
| Jahr | Titel Musiklabel                                | FR | BEW | CH | Anmerkungen                                                                         |
| ---- | ----------------------------------------------- | --- | --- | --- | ----------------------------------------------------------------------------------- |
| 2016 | On s’promet Carré-Music                         | FR5 ×3Dreifachplatin · (82 Wo.)FR | BEW24 (95 Wo.)BEW | — | Erstveröffentlichung: 5. Juni 2016                                                  |
| 2017 | Dans l’arène Carré-Music (Believe)              | FR4 ×3Dreifachplatin · (83 Wo.)FR | BEW10 (67 Wo.)BEW | CH36 (1 Wo.)CH | Erstveröffentlichung: 17. März 2017                                                 |
| 2018 | Le revers de la médaille Carré-Music            | FR2 Platin · (74 Wo.)FR | BEW3 (20 Wo.)BEW | CH24 (1 Wo.)CH | Erstveröffentlichung: 20. April 2018                                                |
| 2018 | Le revers de la médaille – partie 2 Carré-Music | FR176 (12 Wo.)FR | BEW4 (14 Wo.)BEW | CH89 (1 Wo.)CH | Erstveröffentlichung: 20. Juli 2018 erweiterte Fassung von Le revers de la médaille |
| 2019 | Drôle de mentalité, pt. 1 & 2 Carré-Music       | FR3 ×3Dreifachplatin · (180 Wo.)FR | BEW5 (… Wo.)BEW | CH19 (6 Wo.)CH | Erstveröffentlichung: 8. November 2019                                              |
| 2021 | Spleen Carré-Music                              | FR1 ×3Dreifachplatin · (155 Wo.)FR | BEW2 (256 Wo.)BEW | CH6 (8 Wo.)CH | Erstveröffentlichung: 20. März 2021                                                 |
| 2023 | Alpha Carré-Music                               | FR1 ×2Doppelplatin · (… Wo.)FR | BEW3 (71 Wo.)BEW | CH4 (6 Wo.)CH | Erstveröffentlichung: 3. März 2023                                                  |
| 2025 | Terminal 7 Carré-Music                          | FR1 Gold · (… Wo.)FR | BEW5 (… Wo.)BEW | CH9 (… Wo.)CH | Erstveröffentlichung: 27. Juni 2025                                                 |